# Oncidium noezlianum
Oncidium noezlianum är en orkidéart som först beskrevs av Maxwell Tylden Masters, och fick sitt nu gällande namn av Mark W. Chase och Norris Hagan Williams. Oncidium noezlianum ingår i släktet Oncidium och familjen orkidéer. Inga underarter finns listade i Catalogue of Life.

## Bildgalleri

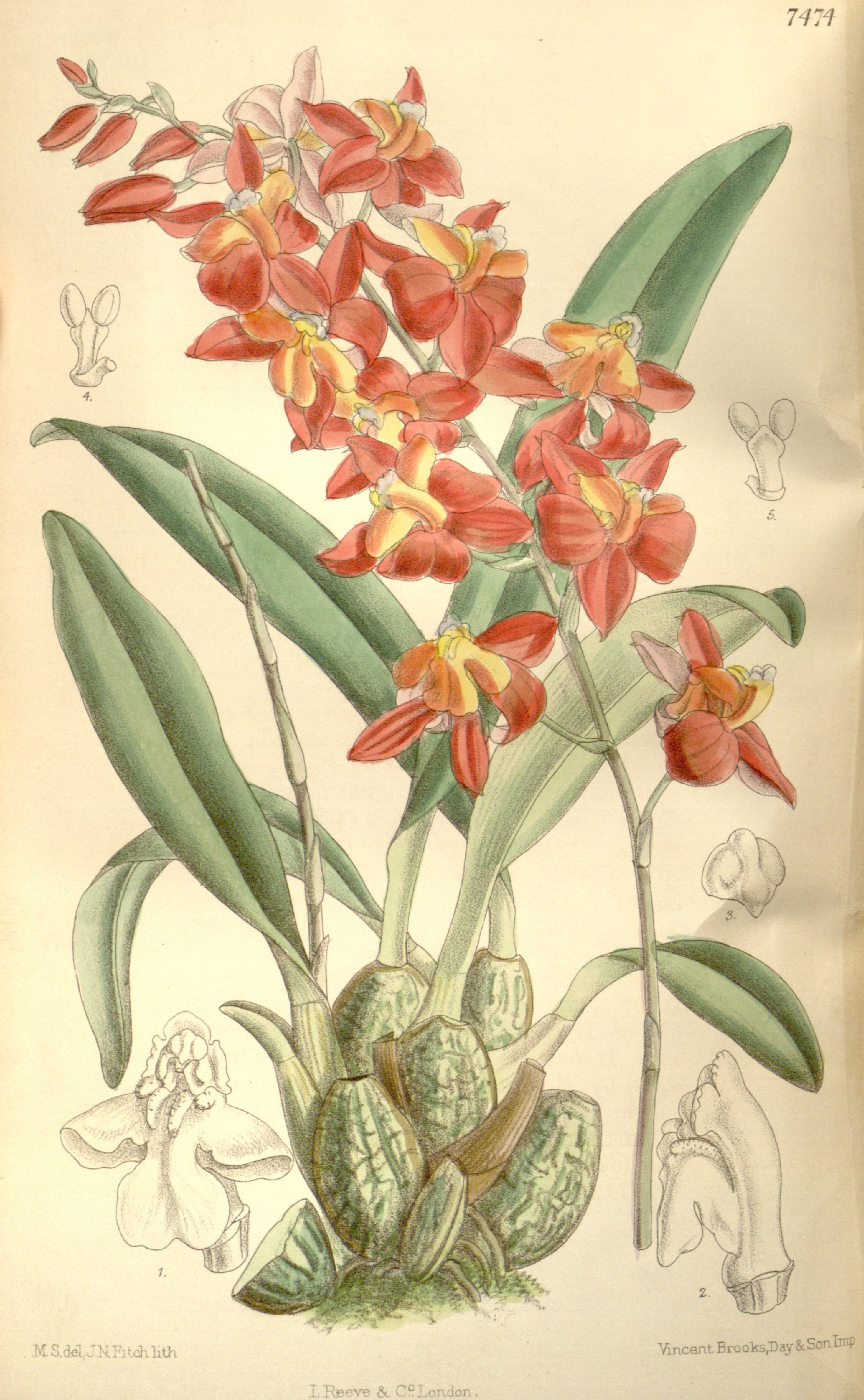
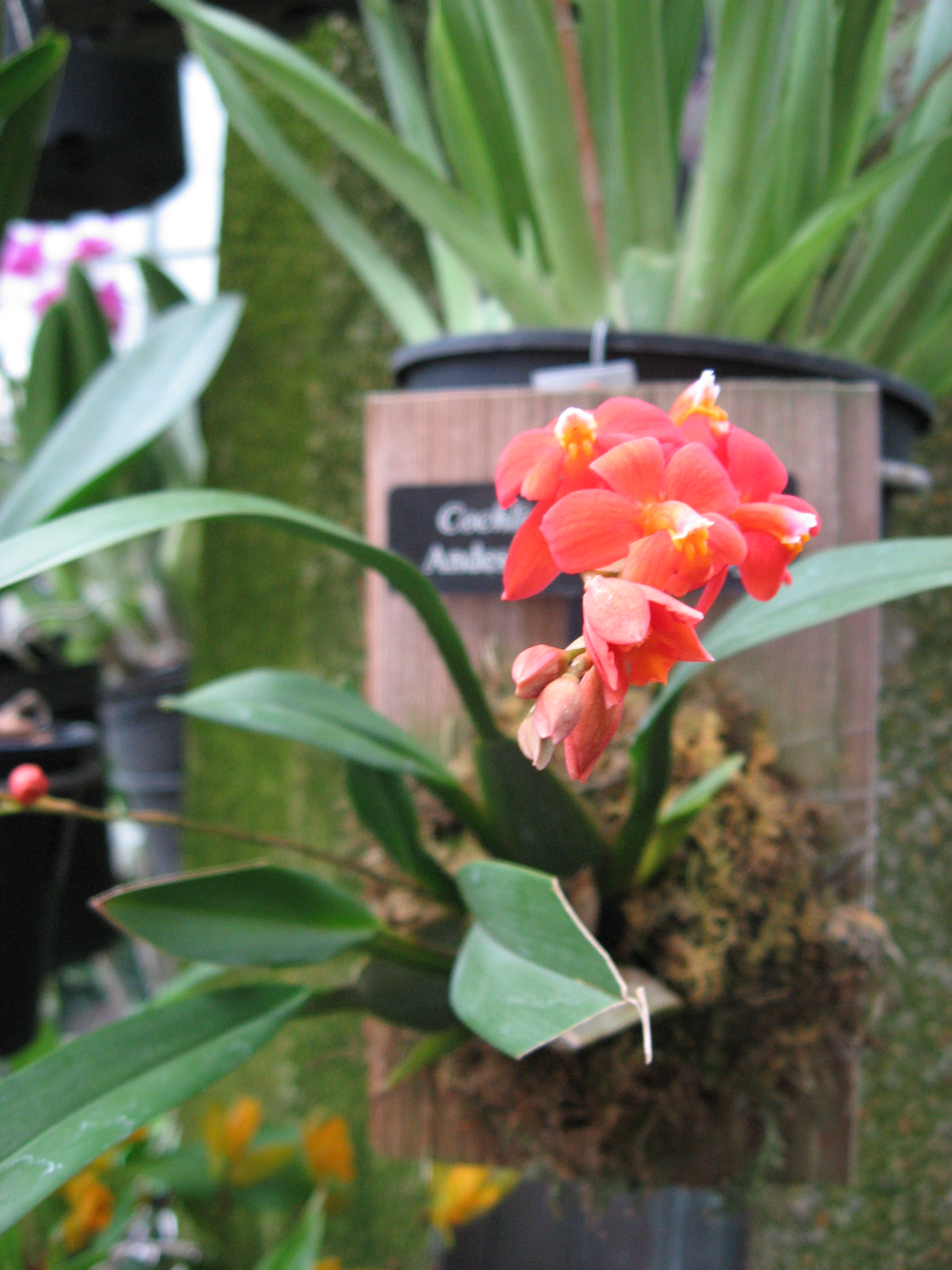